# Eliezer Papo
Eliezer Papo (Saraybosna, 1786 – Silistra, 11 ottobre 1828) è stato un rabbino ottomano, rabbino della comunità di Silistra in Bulgaria (allora parte dell'Impero ottomano). 
È famoso per essere l'autore del Pele Yoetz, un'opera di mussar (etica ebraica) che offre indicazioni su come un  ebreo dovrebbe comportarsi riguardo ad ogni aspetto della vita.
Nacque a Saraybosna, nella Bosnia Erzegovina parte dell'Impero ottomano (oggi Sarajevo). Si trasferì in Bulgaria all'età di 27 anni, vi morì nel 1828.
Ha scritto il  Pele Yoetz, la sua opera più conosciuta, così come Eleph Hamagen, Orot Eilim, Chesed L'Alaphim (sull'opera Orach Chaim), Yaalzu Chasidim (sul Sefer Chasidim), e Chodesh HaAviv.
Una delle sue opere più conosciute è il Beit Tefillah, una raccolta di diverse preghiere per situazioni particolari che include anche una preghiera per il benessere del popolo ebraico. Un'edizione in  ladino è stata pubblicata negli anni 60 del XIX secolo, e un'edizione in ebraico è stata pubblicata a Gerusalemme nel 1968.
La sua tomba a Silistra è oggi un luogo di pellegrinaggio per molti ebrei, con voli speciali da Israele e dal Sud America.